# Jorginho (calciatore 1977)
Jorge Luiz Pereira de Sousa, meglio noto come Jorginho (Goiânia, 6 maggio 1977), è un ex calciatore brasiliano, di ruolo attaccante.

## Palmarès

### Club

#### Competizioni nazionali
- Coppa di Portogallo: 2

Vitória Setúbal: 2004-2005
Porto: 2005-2006
- Campionato portoghese: 2

Porto: 2005-2006, 2006-2007
- Supercoppa di Portogallo: 1

Porto: 2006